# Foudia eminentissima
Tecelão-das-comores ou foudia-das-comores (Foudia eminentissima) é uma espécie de ave da família Ploceidae.
Pode ser encontrada nos seguintes países: Comoros, Madagáscar, Mayotte e Seychelles.